# Vladimir (prénom)
Pour les articles homonymes, voir Vladimir.
Vladimir est un prénom d'origine slave, également rencontré comme nom de famille. Vladimirovitch est le patronyme correspondant.

## Origine du nom
Vladimir dérive du proto-slave Володимѣръ (Volodimer), qui signifie littéralement « qui dirige le Monde », également réinterprété en russe moderne en  « qui fait régner la paix ».

### Variantes linguistiques
- russe, bulgare et serbe cyrillique : Владимир (Vladimir)
- ukrainien : Володимир (Volodimir, Volodymyr)
- polonais : Włodzimir, Włodzimierz
- biélorusse : Уладзімір (Uladzimir), Уладзімер (Uladzimier)
- tchèque, slovaque et hongrois : Vladimír
- italien : Vladimiro (it)
- allemand: Waldemar
- grec moderne : Βλαδίμηρος
- équivalent germanique : Waldemar ou Valdemar (de wald  : règne, et meri : célèbre)
  - letton : Voldemārs (en)
  - finnois et estonien : Voldemar
  - lituanien : Valdemaras (de)
- variantes françaises : Vladimir, Volodia, Wladimir[1], vladymir

Diminutifs : 
- Dans les langues slaves orientales, le nom est raccourci en : Vova – voire Vovotchka pour les enfants (personnage de nombreuses « blagues » russes, comme Toto en français) – Volodka, Volodya (mais pas Vlad, diminutif d'un autre prénom, Vladislav)
- Dans les langues slaves occidentales et méridionales, le nom est raccourci en : Vladi, Vlada, Vlado, Vladko, Vlatko, Vladik, Wladik, Wladek, Wlodik ou Wlodek.

La version féminine est Vladimíra (sk) en slovaque, Volodymyra (Володимира) en ukrainien, Włodzimira (pl) en polonais.

### Popularité du nom
Nom très populaire en Russie, en Serbie et en Ukraine.

## Saints chrétiens

### Saints catholiques et orthodoxes
- Vladimir Ier (958-1015), ou Volodimer Sviatoslavich (Old East Slavic: Володимѣръ Свѧтославичь), prince de Novgorod puis grand-prince de Kiev, décida le baptême de la Rous' de Kiev en 988 ; fêté le 15 juillet.
- Vladimir de Novgorod (en) (1020-1052) ou Volodimer Iaroslavitch (Old East Slavic: Володимѣръ Ӕрославичь), prince de Novgorod ; fêté le 4 octobre.

### Saints et bienheureux catholiques
- Vladimir Laskowski (pl) (1886-1940), ou Wlodzimierz, bienheureux, prêtre de Poznań et martyr au camp de concentration de Gusen en Allemagne ; fêté le 8 août[2].
- Vladimir Pryjma (en) († 1941), avec Nicolas Konrad (en), bienheureux, martyrs des nazis en Ukraine ; fêtés le 26 juin[3].

### Saints orthodoxes
- Vladimir de Kiev († 1918), métropolite martyr de la Révolution russe ; fêté le 25 janvier.

## Souverains
- Vladimir (khan), khan des Bulgares de 889 à sa mort en 893
- Saint Vladimir Ier le Grand (958-1015), prince de Novgorod puis grand-prince de Kiev
- Vladimir de Novgorod (en) (1020-1052), prince de Novgorod
- Vladimir II Monomaque (1053–1125), grand-prince de Kiev
- Vladimir III de Kiev Mstislavich (1132–1173), grand-prince de Kiev
- Vladimir IV de Kiev Rurikovitch (1187–1239), grand-prince de Kiev
- Vladimir Alexandrovitch de Russie (1847-1909), grand-duc de Russie

## Pseudonyme
- Vladimir est un des pseudonymes du romancier français Patrick Mosconi (né en 1950)
- Vladimir est un des pseudonymes du romancier français Vladimir V. Bodiansky (1929-2018)
- Vladimir est le pseudonyme de Vladimir Orlando Cardoso de Araújo Filho (en) (né en 1989), joueur brésilien de football

## Autres personnalités portant ce nom de personne ou prénom

### Vladimir
- Vladimir Aïtoff (1876-1963), sous-officier de l’armée française, médecin et joueur de rugby
- Vladimir Akopian (né en 1976), joueur d'échecs arménien
- Vladimir Cosma (né en 1940), compositeur de musique de films
- Vladimir Hachinski, neurologue à l'université de Western Ontario (Canada)
- Vladimir Jankélévitch (1903-1985) est un philosophe français
- Vladimir Jirinovski (1946-2022), homme politique russe
- Vladimir Milov (né en 1972), homme politique de l'opposition russe, lobbyiste des sanctions contre le régime de Poutine
- Oleg Prudius dit Vladimir Kozlov (né en 1979), catcheur ukrainien à la WWE
- Vladimir Kramnik (né en 1975), grand maître international d'échecs russe, champion du monde de 2000 à 2007
- Vladimir Ilitch Lénine, né Vladimir Ilitch Oulianov (1870-1924), homme politique russe
- Vladimir Léon (né en 1969), réalisateur et acteur français
- Vladimir Maïakovski (1893-1930), poète russe
- Vladimír Mečiar (né en 1942), homme politique, Premier ministre de Slovaquie entre 1992 à 1998
- Vladimir Oravsky (né en 1947), un réalisateur de films et dramaturge suédois
- Vladimir Dmitrievitch Nabokov (1870-1922) homme politique russe et père de l'écrivain Vladimir Nabokov
- Vladimir Vladimirovitch Nabokov dit Vladimir Nabokov (1899-1977), écrivain américain d’origine russe
- Vladimir Poutine (né en 1952), président de la fédération de Russie
- Vladimir (Sabodan) (1935-2014), primat de l'Église orthodoxe d'Ukraine (Patriarcat de Moscou)
- Vladimir Šipčić (1924-1957), héros populaire serbe
- Vladimir Vernadski (1863-1945), géologue russe
- Vladimir Vissotski (1938-1980), poète et chanteur russe
- Vladimir Volkoff (1932-2005), écrivain français

### Wladimir
- Wladimir Klitschko, boxeur ukrainien champion du monde des poids lourds.
- Wladimir d’Ormesson (1888-1973), journaliste, écrivain, diplomate et académicien français

## Personnages de fiction
- Vladimir Harkonnen, dans le monde imaginaire de Dune.
- Vladimir, un vagabond dans En attendant Godot, de Samuel Beckett.